# Diego Placente
Diego Placente (født 24. april 1977) er en argentinsk tidligere fodboldspiller. Han spillede gennem sin karriere for blandt andet CA River Plate, Argentinos Juniors, San Lorenzo de Almagro, Bayer Leverkusen, Celta Vigo og Girondins Bordeaux.
Placente nåede at spille 22 kampe for Argentinas landshold. Han debuterede for sit land i år 2000.